# Винниченко Михайло Андрійович
Миха́йло Андрі́йович Винниче́нко (* 23 жовтня (5 листопада) 1917, Річки, сучасний Білопільський район Сумської області — 29 квітня 1998, Харків) — повний кавалер ордена Слави, нагороджений орденом Вітчизняної війни 1 ступеня (1985).

## Життєпис
Народився в селянській родині, закінчивши 6 класів, працював в колгоспі.
З 1940 року проходив службу в 90-у стрілецькому полку у Кишиневі.
Учасник Другої світової війни, воював при обороні Одеси, в битві за Сталінград.
При визволенні України — навідник в батареї 123-го окремого винищувального протитанкового батальйону 277-го стрілецького полку 175-ї Ковельської стрілецької дивізії 47-ї армії 1-го Білоруського фронту.
Відзначився при боях за зайняття радянськими силами села Смідин. 6 червня 1944 року молодший сержант Винниченко при Ковельській битві відбив 3 ворожі контратаки, частково перестріляв взвод німецьких автоматників, решту розсіяв, придушив вогонь нацистської мінометної батареї. В серпні за це нагороджений орденом Слави 3 ступеня число 127 527.
Відзначився при форсуванні річки Південний Буг.
При боях за визволення Варшави у передмісті 10-12 серпня 1944 року прямою наводкою зруйнував кулеметну точку, обладнану в цегляному будинку, та бліндаж, придушив вогонь німецької гармати, двох кулеметів, вбив до 10 нацистських солдатів, поранений, але відмовився йти з поля бою. В жовтні 1944 року за цей бій нагороджений орденом Слави 2 ступеня № 30 562.
В часі з 15 по 18 січня 1945 року сержант Винниченко під час прориву ворожої оборони біля польського міста Влоцлавек знищив кулеметну обслугу, по тому разом з бійцями переправився через річку Вісла, викотили гармату на вогневу позицію та знищили два вози, вбивши 10 солдатів. В цьому бою був важко поранений, але знову не пішов до санітарної частини, обслуга його гармати розсіяла до взвода нацистської піхоти. За цей бій у березні 1945 нагороджений орденом Слави 1-го ступеня (№ 969).
Інвалід Великої вітчизняної війни.
Серпнем 1945 року повернувся в своє село, до пенсії працював в колгоспі. Займав адміністративну посаду в колгоспі, зустрічався з молоддю і розповідав про війну.
Нагороджений медаллю «За доблесну працю».

Могила Михайла Винниченка та його дружини

Жив у селі Крисине Богодухівського району Харківської області, працював завідувачем тваринницькою фермою в колгоспі. Останні роки жив в Харкові. Похований на харківському цвинтарі № 2.
У місті Білопілля його ім'я викарбуване на пам'ятній стелі землякам-героям.